# شون نيكلسون
شون نيكلسون (بالإنجليزية: Sean Nicholson)‏ هو لاعب رماية زيمبابوي، ولد في 9 نوفمبر 1973 في هراري في زيمبابوي.

## وصلات خارجية
- شون نيكلسون على موقع أوليمبيديا (الإنجليزية)